# 이명 (조선 전기)
이명 (李蓂, 1496년 ~ 1572년)은 조선의 문신이며, 명종 때 좌의정을 지냈다. 본관은 예안. 자는 요서(堯瑞), 호는 동고(東皐), 시호는 정간(貞簡)이다.

## 생애
중종 때 문과에 급제해 사간원정언을 시작으로, 지평이 되고 사헌부지평 시절에 좌의정이던 김안로를 탄핵해 사림들의 존경을 받았다. 이후 부교리로 승진하고, 교리, 응교, 집의를 거쳐 경차관이 되고 사헌부집의를 하다가 양양부사로 외직에 나가서 선정을 베풀었다. 이후 홍문관전한으로 있다가 시강관을 겸하는데 당시 영의정 윤인경과 좌의정 유관, 영중추부사 홍언필 등과 윤원로를 탄핵해서 귀양을 보냈다. 이후 홍문관직제학을 거쳐 시강관이 되고 이후 우부승지가 되는데, 당시에 윤원형과 이기가 사림들을 많이 죽이니, 많은 대신들이 모른 체를 하였지만 그는 대사헌이던 구수담과 윤원형, 이기를 탄핵해 사림들의 존경을 받았다. 이후 명종의 총애로 대사간이 되고, 연이어 홍문관부제학과 사간원대사간을 했다. 이후 황해도관찰사로 외직에 나가 있다가 다시 홍문관부제학으로 내직에 들어오고, 사헌부대사헌까지 승진하는데 대사헌과 이조참판을 하며 을사사화 때 죽은 사림들을 신원시키라고 명종에게 상소를 올렸는데, 이후 명종의 총애로 공조판서에 오르고 형조판서, 호조판서, 이조판서를 거쳐 우참찬과 좌참찬을 하는데 의정부좌참찬 시절 심연원, 상진, 이준경, 윤개 등과 조정의 폐단을 개혁하려고 했다. 이후 우찬성을 거쳐 좌찬성이 되는데 의정부좌찬성 시절에는 이준경, 이윤경, 홍섬 등과 윤원형의 일당들을 탄핵하는 상소를 올리기도 했다. 이후 우의정이 되었을 때 윤원형이 실각하자 윤개, 홍섬, 권철, 이준경, 박순, 윤두수, 윤근수, 심의겸, 김개, 성혼, 심통원, 이량, 홍성민 등과 윤원형을 탄핵하여 귀양보냈고, 이후 우의정을 거쳐 좌의정이 된다. 이후 영중추부사로 치사했다.

## 묘역
정간공 이명 묘역(貞簡公 李蓂 墓域)은 서울특별시 노원구 월계동에 있다. 1983년 11월 11일 서울특별시의 유형문화재 제55호로 지정되었다.
신도비는 선조 7년(1574) 5월 묘역에 건립되었다. 화강암제 대좌(臺座) 위에 대리석제 비신(碑身)을 얹은 형태인데, 대좌 윗면에 연꽃무늬를 새기고 옆면에 안상(眼象)을 새겼다. 비문은 외아들 이응로(李應老)의 부탁으로 이조판서 김귀영(金貴榮, 1519∼1593)이 지었고 비문과 머리전서[頭篆] 글씨는 병조좌랑 심충겸(沈忠謙, 1545∼1594)이 썼다. 신도비 북쪽의 산중턱에 위치한 묘소에는 문관석 2기, 석등 1기, 묘갈 1기, 망주석 2기의 석물이 있다. 이밖에 이명의 묘소 남쪽의 건너편 산줄기에는 그의 증조부·조부·부친의 묘가 위아래로 가지런히 위치하고 있다.